# Церковь Святых Кирилла и Мефодия (Карлин)
Церковь Святых Кирилла и Мефодия — один из крупнейших храмовых объектов Чехии и один из наиболее важных сохранившихся архитектурных памятников XIX столетия.
Расположена на Карлинской площади Праги 8 Карлин.
Церковь построена в стиле поздней романтической базилики с сильно поднятым главным нефом и двумя башнями.
Внутренняя планировка разделена на нартекс (сени), три нефа и пресбитерий, заканчивающийся апсидой.
Здание не ориентировано, вписано в прямоугольную уличную сеть, поэтому пресбитерий направлен на юго-восток.

## История церкви
Инициатором проекта выступило католическое сообщество Праги, организовавшее в 1850 году сбор средств на строительство церкви в Карлине.
Добросердечный император Фердинанд I и овдовевшая императрица Каролина (в честь неё и назван новый район Праги — Карлин) также пожертвовали финансы на возведение костёла. Землю под строительство купил муниципалитет Карлина.
Закладной камень храма заложили на площади Карлин 10 июня 1854 года при участии императора Франца Иосифа I и его жены Алжбеты. Строительство собора длилось 9 лет, в его оформлении участвовало несколько чешских художников. В день прихода славянских мудрецов 18 октября 1863 года прошло освящение святилища.
В 2002 году храм вместе со всем Карлином пострадал при разрушительном наводнении.

## Художественное оформление

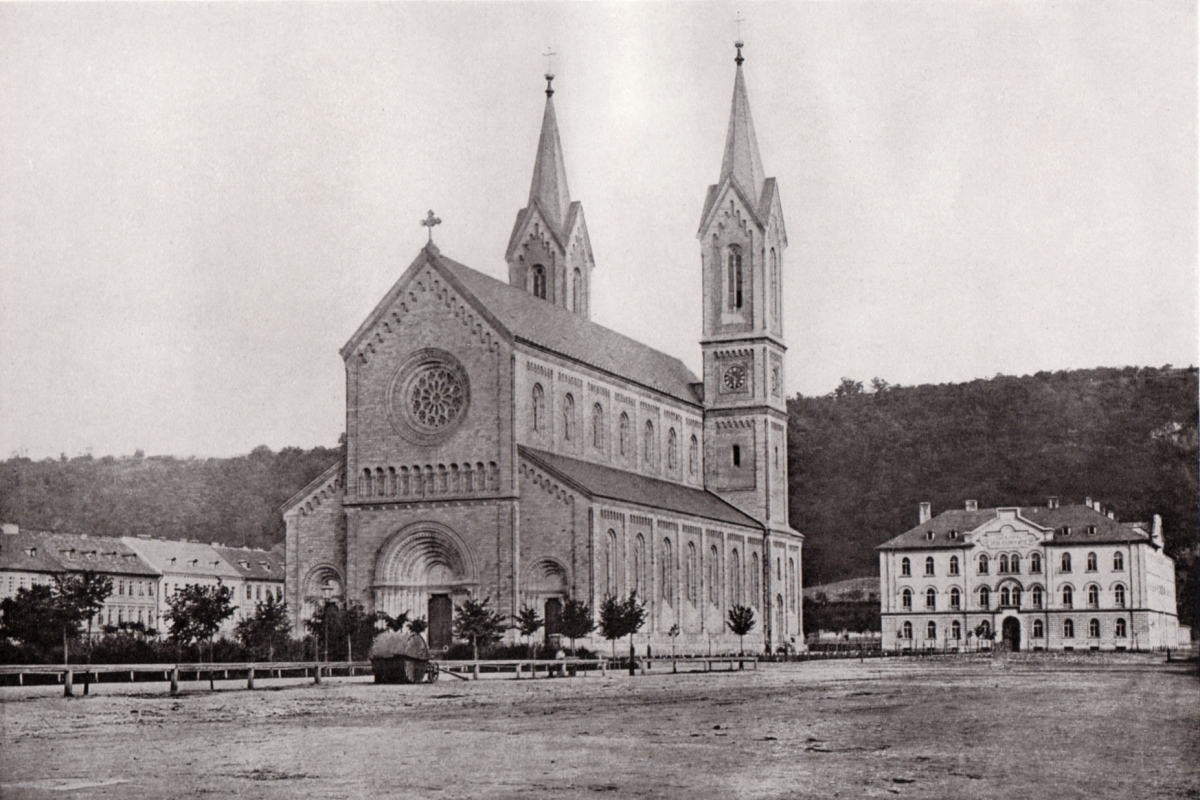
Фотографии Франтишека Фридриха (1868 год)

В проекте костёла участвовали Карл Рёзнер и Войтех Игнац Ульманн, строительные работы провёл Ян Бельский, каменные — Карел Свобода. Фасад здания украшен тремя порталами с рельефами Вацлава Левы.
Центральная бронзовая входная дверь оформлена сценами из жизни знаменитых чешских покровителей Йозефа Манеса, над порталами — аркадный фриз с фигурами скульптора Ченки Восмика.
Тройные остеклённые двери ведущие в неф храма украсил Йозеф Мокер, а Франтишек Женишек и Франтишек Секвенс сделали каркасы, по которым изготовили витражи.
Резные работы, церковная кафедра и исповедальни выполнены В. Жабкой, автором потолочных работ является Йозеф Матьяш Тренквальд.
Деревянные статуи апостолов огромных размеров расположены по бокам главного входа, вероятно, изготовлены в 1937 году Бржетиславом Кафкой.

Церковь оснащена органом с тремя мануалами, шестьдесят одним регистром и более чем тремя тысячами свистков, построен в 1898 году и расширен в 1914 году. В свое время это был самый крупный орган чешских земель.

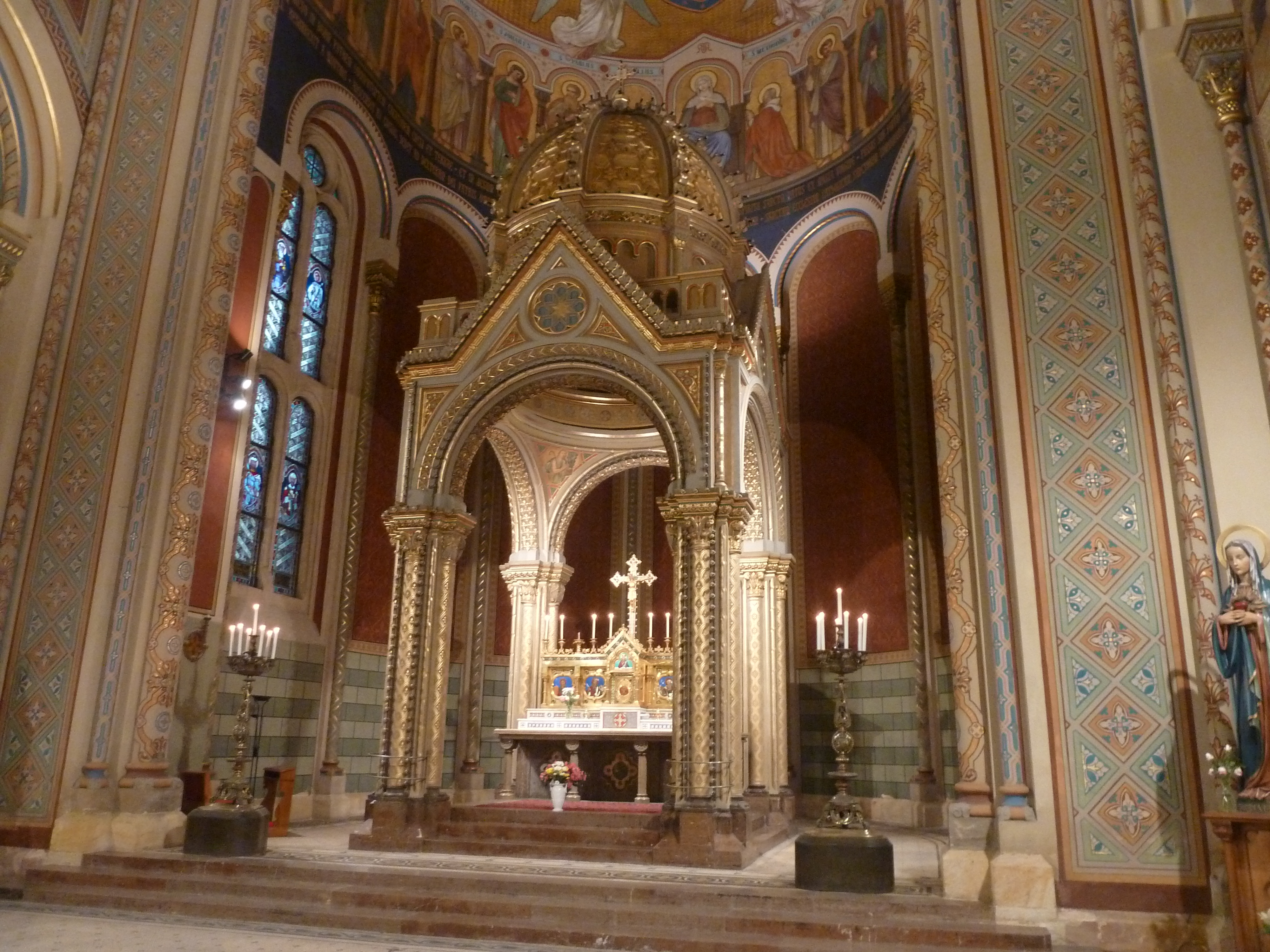
Алтарь
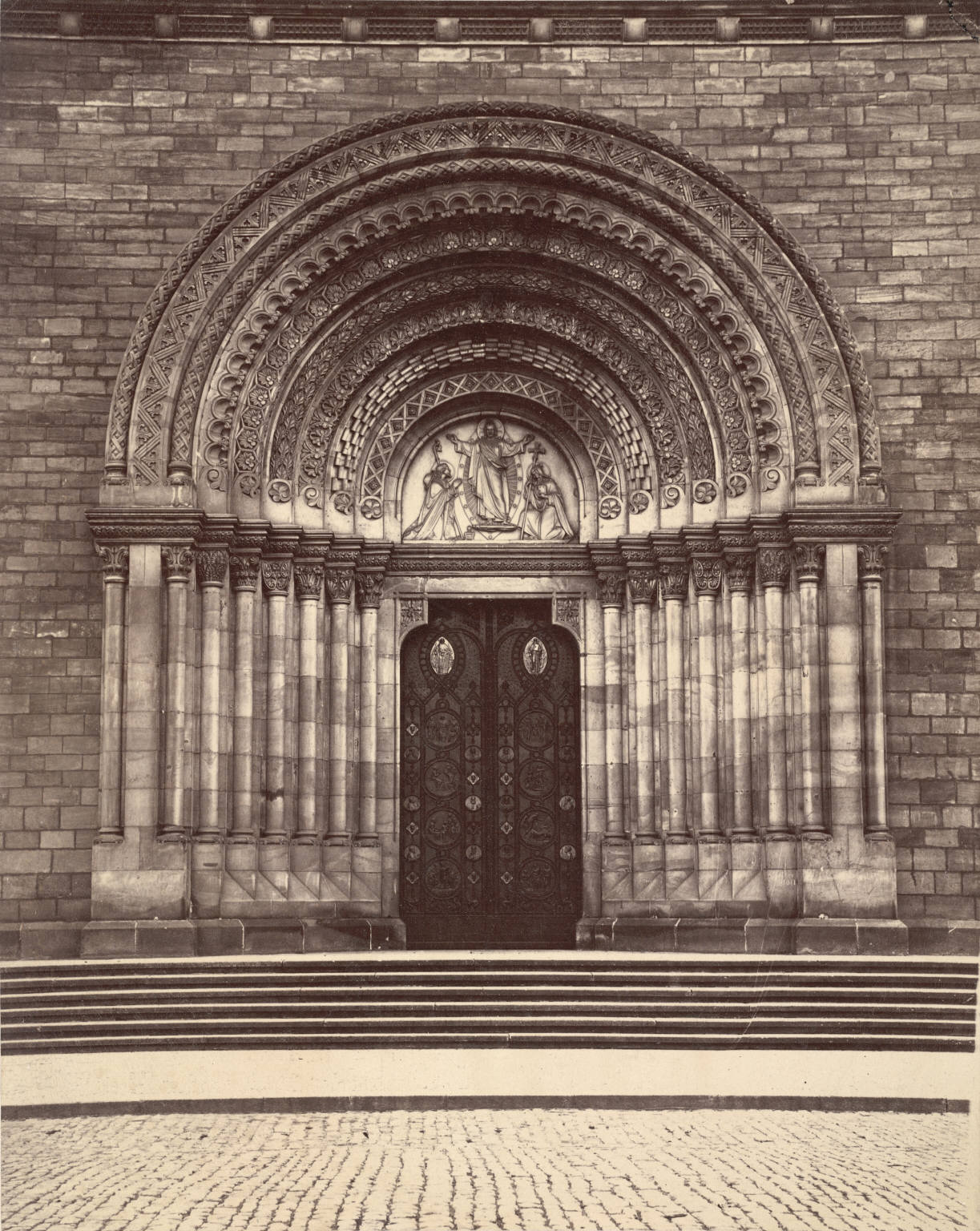
Главный вход (портал)
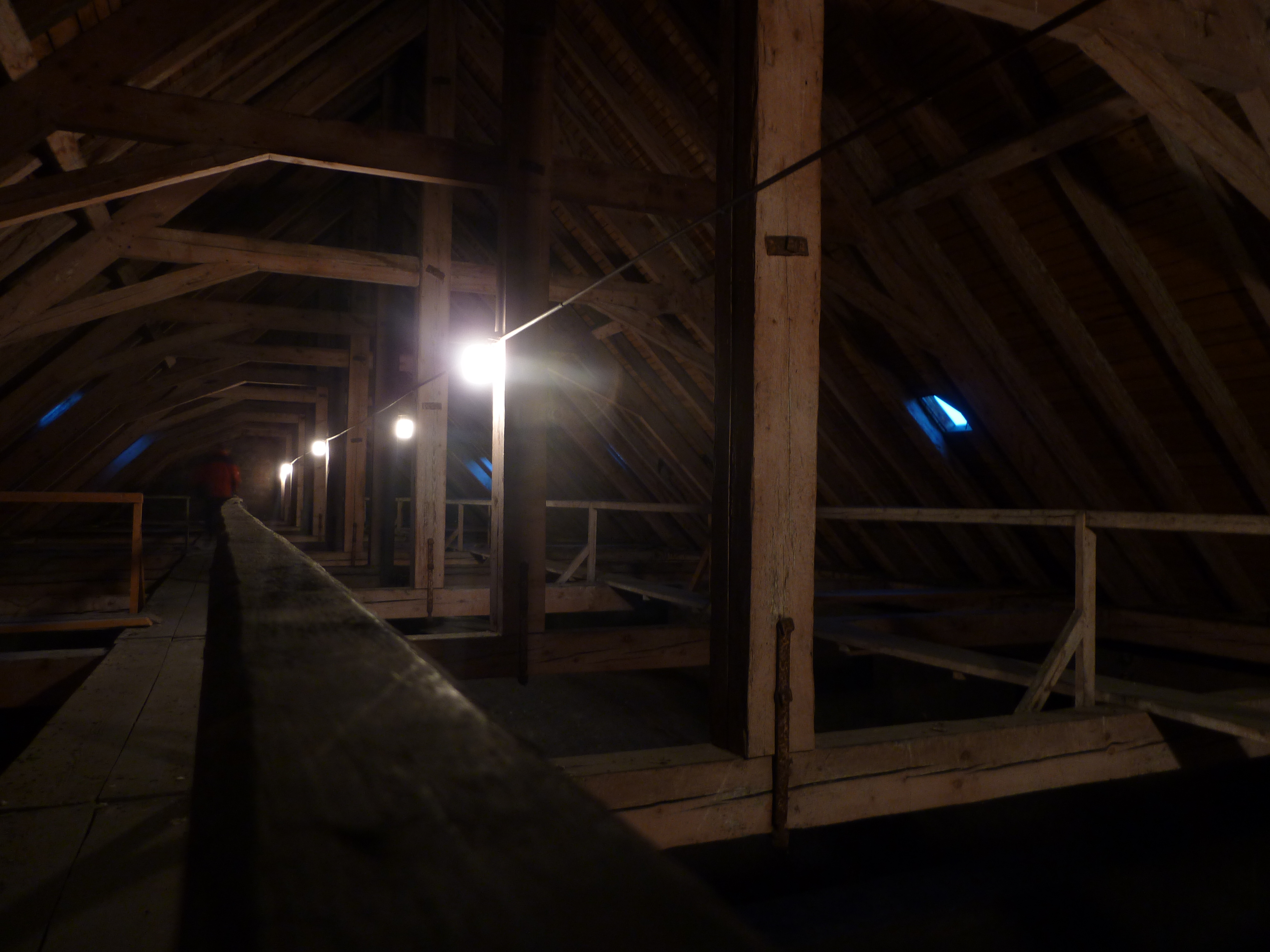
Чердак храма
- Видеопрогулка по церкви св. Кирилла и Мефодия.